# Anaplecte écarlate
Anaplectes rubriceps
Espèce
Synonymes
- Anaplectes melanotis Lafresnaye, 1840

Statut de conservation UICN

 LC  : Préoccupation mineure
L'Anaplecte écarlate (Anaplectes rubriceps), également appelé malimbe ou tisserin écarlate, est une espèce d'oiseaux de la famille des Ploceidae.

## Répartition géographique
Cet oiseau vit en Afrique subsaharienne.

## Galerie

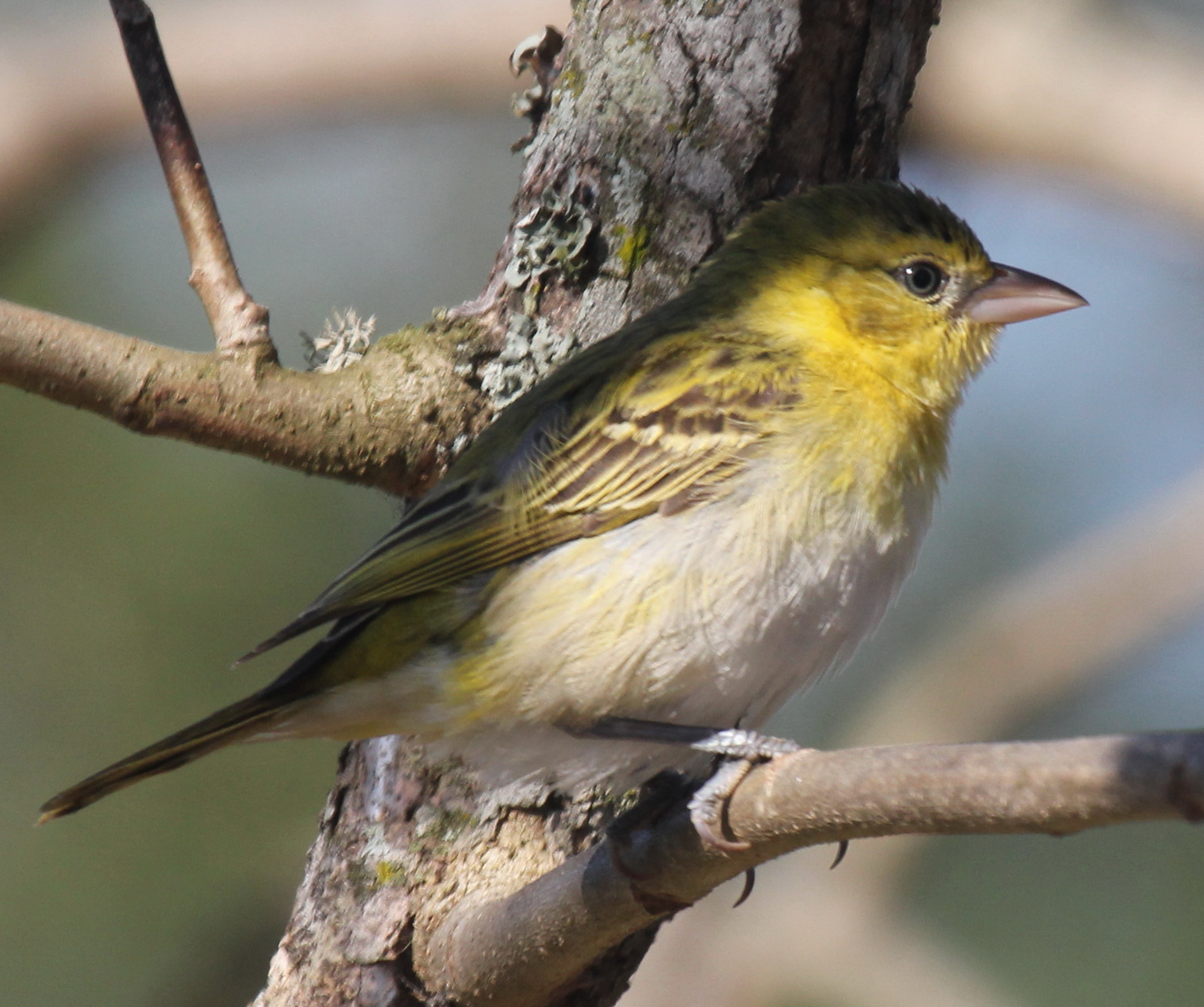
♀
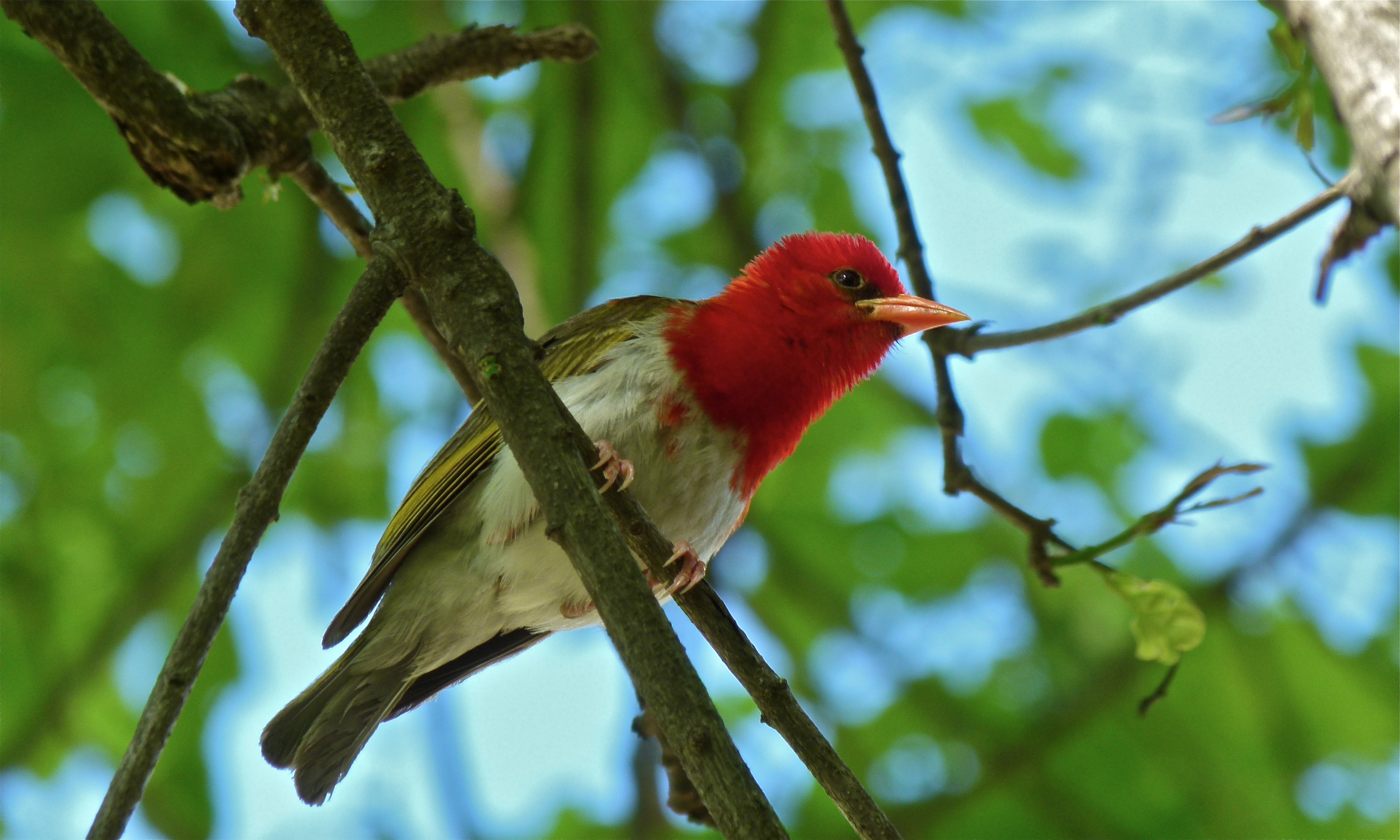
♂
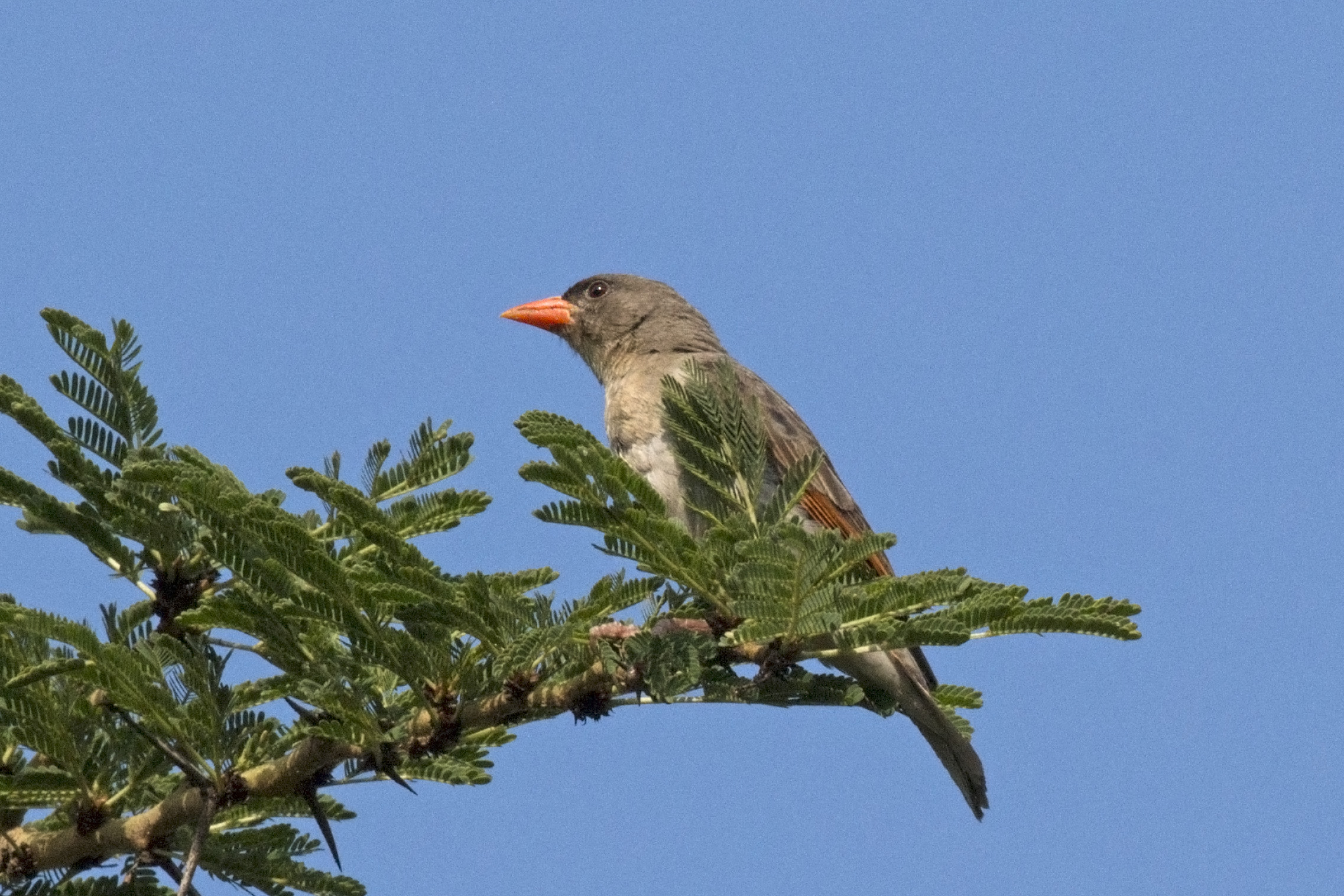
♀

## Sous-espèces
- Anaplectes rubriceps leuconotos  (J.W. Von Muller) 1851
- Anaplectes rubriceps rubriceps  (Sundevall) 1850.

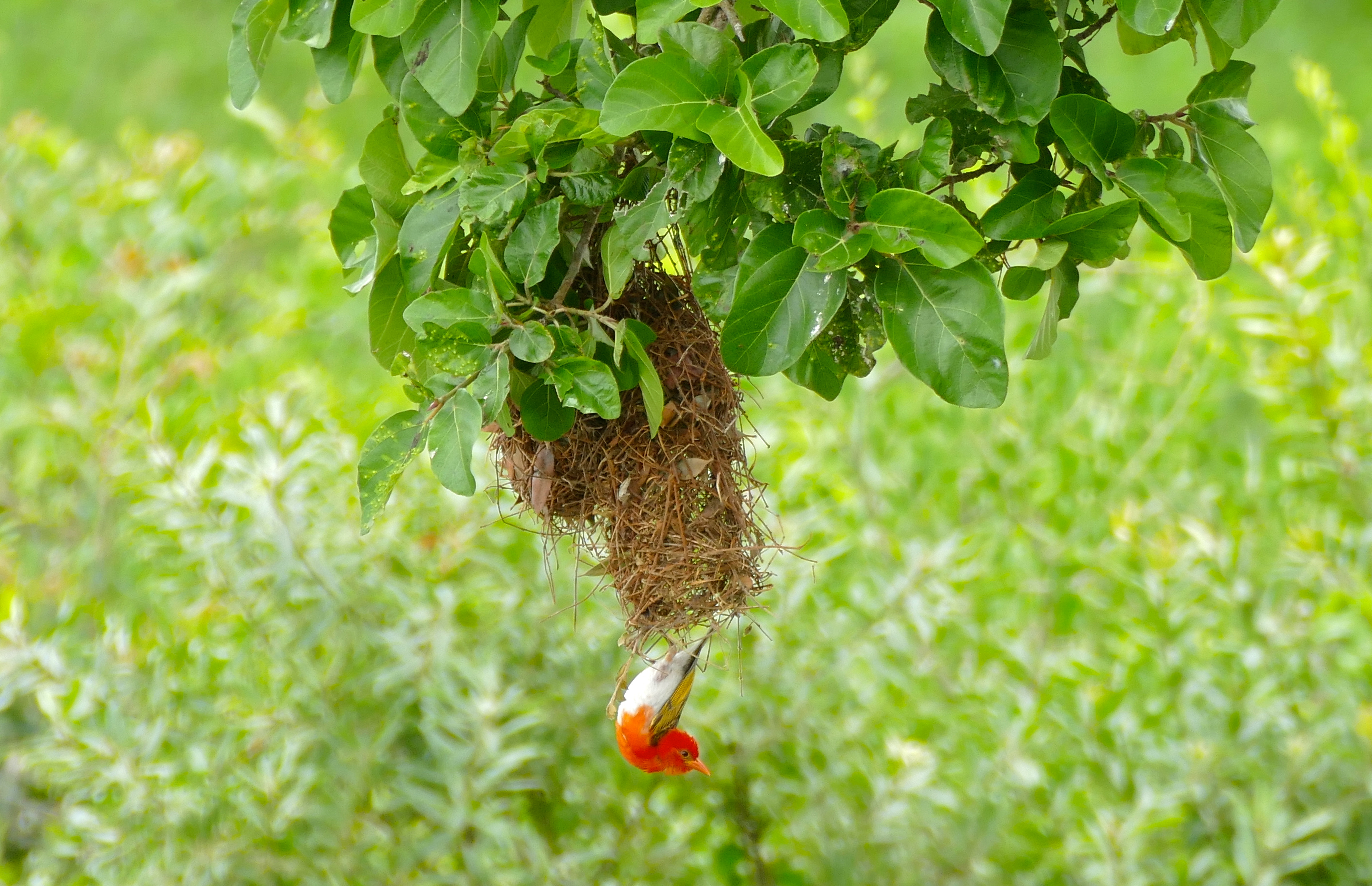
un mâle sur son nid

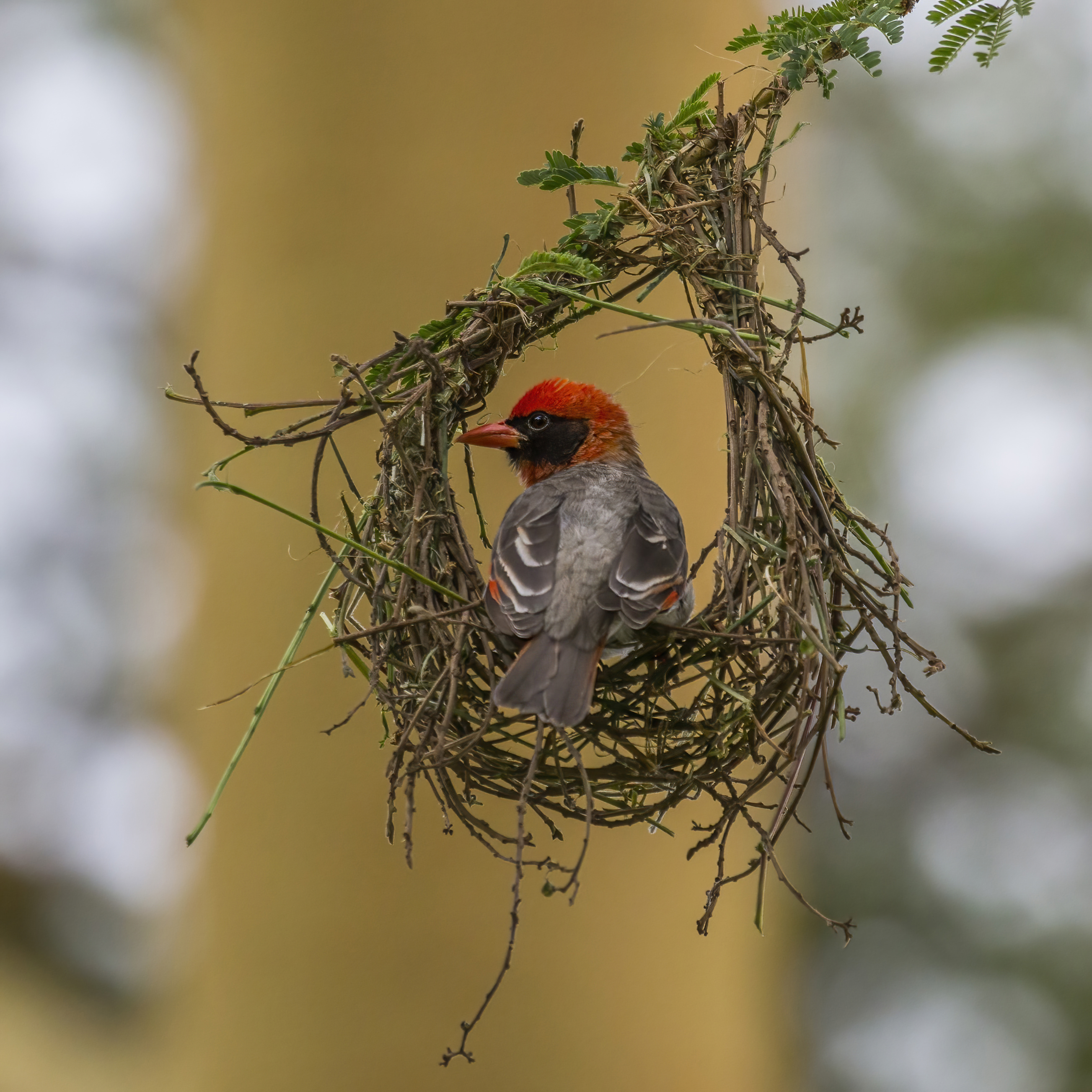
Un mâle en train de construire le nid, au conservatoire de Soysambu, Kenya. Octobre 2016.